# Östertjärnen (Mora socken, Dalarna, 676158-144336)
Östertjärnen är en sjö i Mora kommun i Dalarna och ingår i Dalälvens huvudavrinningsområde. Sjön har en area på 0,247 kvadratkilometer och ligger 201 meter över havet. Sjön avvattnas av vattendraget Tjärnbäcken.

## Delavrinningsområde
Östertjärnen ingår i det delavrinningsområde (676314-144403) som SMHI kallar för Inloppet i Västertjärnen. Medelhöjden är 235 meter över havet och ytan är 16,19 kvadratkilometer. Det finns inga avrinningsområden uppströms utan avrinningsområdet är högsta punkten. Tjärnbäcken som avvattnar avrinningsområdet har biflödesordning 3, vilket innebär att vattnet flödar genom totalt 3 vattendrag innan det når havet efter 309 kilometer. Avrinningsområdet består mestadels av skog (68 procent) och sankmarker (11 procent). Avrinningsområdet har 0,25 kvadratkilometer vattenytor vilket ger det en sjöprocent på 1,5 procent. Bebyggelsen i området täcker en yta av 0,29 kvadratkilometer eller 2 procent av avrinningsområdet.